# Politica Vietnamului
Politica din Vietnam are loc în cadrul unei republici socialiste cu un singur partid. Rolul central al  Partidului Comunist Vietnamez este reafirmat în constituția actuală, adoptată în aprilie 1992.
Toate organizațiile politice vietnameze sunt sub controlul Partidului Comunist din Vietnam. Nu există nicio separare a puterilor între ramurile executivă, legislativă și judiciară. Partidul Comunist stabilește Biroul Politic, acesta din urmă fiind cel mai înalt organism decizional din Vietnam. Primele patru poziții în Biroul Politic sunt deținute de către secretarul general al partidului Nong Đức Manh, ministrul general al Securității Publice Le Hong Anh, statul Președintele Nguyen Minh Triết, și prim-ministrul Nguyễn Tan. În afară de Partidul Comunist, instituțiile cele mai puternice în cadrul guvernului vietnamez sunt agențiile executive create prin constituția din 1992: birourile de președinte și prim-ministru.
Președintele este ales de către Adunarea Națională pentru a servi un mandat de 5 ani. În Adunarea Națională (Quoc-Hoi An) 498 membri sunt aleși prin vot popular pentru a servi 5 ani.

## Funcțiile publice
Președintele, ca șef al statului,  este, de asemenea, comandant șef suprem al forțelor armate și președinte al Consiliului Național de Apărare și Securitate. 
Primul-ministru al Vietnamului este capul unui cabinet în prezent compus din trei prim-miniștri adjuncți și șefii a douăzeci și șase ministere și comisioane, toate confirmate de Adunarea Națională.
Șeful actual al statului este Nguyen Minh Triet, șeful guvernului Nguyen Tan Dung.

## Partidul Comunist
Partidul Comunist din Vietnam la mijlocul anilor 1980 a fost într-o stare de tranziție și de experimentare. A fost un moment când un număr de lideri de partid, care au fost contemporani cu Ho Chi Minh (1890-1969), au fost dați jos în favoarea unei generații mai tinere de pragmatiști și tehnocrați, precum și un moment în care starea proastă prelungită a economiei a stârnit nemulțumiri în rândul organizațiilor de partid. Etosul partidului politic, care odată părea să întruchipeze spiritul tradițional vietnamez de rezistență la străini și care a cunoscut un mare succes atunci când țara a fost dominată de război și de problemele de eliberare națională și de reîntregire, părea să se fi schimbat după căderea Republicii Vietnam (Vietnamul de Sud) în primăvara anului 1975 și de reunificare a Vietnamului în 1976. Acest etos a fost la baza Partidului Comunist Vietnamez ajuns la putere în timpul luptelor pentru independență și unificare.
Două guverne separate, de Nord și Vietnamul de Sud au fost planificate, până la dezintegrarea surprinzător de rapidă a guvernului sud-vietnamez, eliminând nevoia pentru o tranziție de lungă durată. După stabilirea controlului comunist în Sud, guvernul imediat a fost plasat sub managementul Comisiei Militare, regizat de  generalul locotenent Tran Van Tra cu sprijinul comitetelor locale revoluționare ale poporului. La o conferință de reunificare, în noiembrie 1975, planurile partidului pentru unirea Nordului și Sudului au fost anunțate. În 26 aprilie 1976, Republica Socialistă Vietnam a fost numită în mod oficial la prima sesiune a Adunării Naționale.
După reunificare, au apărut disensiuni între factorii de decizie politică din Nord și Sud. Primul plan după reunificare a subliniat dezvoltarea agriculturii și industria ușoară, dar a stabilit obiective de neatins. Guvernul estimează că toată industria și agricultura în sud ar fi controlată de stat până la sfârșitul anului 1979. Potrivit unor surse vietnameze, doar 66% din terenurile cultivate și 72% din gospodăriile țărănești din Sud au fost organizate în producția colectivizată de începutul lui 1985; transformarea socialistă în sectorul privat a condus la scăderea producției, creșterea costurilor de producție și a scăzut calitatea produsului. Între timp, liderii țării au constatat că este necesar să distragă atenția de la un număr de alte aspecte la fel de presante. Pe lângă abordarea multor probleme de economie a țării nou unificate, au trebuit să lucreze la relațiile de după război cu Cambodgia, China și Uniunea Sovietică. La cel de-al șaselea Congres al Partidului Național, ce a avut loc în decembrie 1986, a fost un moment de cotitură pentru politica partidului din anii 1980, când au fost confirmate problemele economice existente dar și dorința de a le rezolva. A început o etapă de experimentare și de reformă, o perioadă de auto-examinare și de eliminare a funcționarilor corupți și au fost introduse noi politici economice.

## Alegerile prezidențiale
Alegerile din Vietnam au loc la nivel local și la nivel național. Adunarea Naționala din Vietnam, cuprinde 498 de locuri. Membrii Adunării Naționale sunt aleși prin vot popular. Membrii sunt aleși pentru un mandat de cinci ani în Adunarea Națională. Adunarea Națională, la rândul său alege președintele Republicii Socialiste Vietnam pentru un mandat de cinci ani. Întreaga țară este divizată în unități care cuprind 158 de circumscripții electorale cu mai mulți membri.
Cetățenii din Vietnam nu pot participa la vot odată ce au împlinit vârsta de 18 ani. Criteriile de participare la alegerile din Vietnam cer candidatului să fi împlinit 21 ani. Candidatul trebuie să fie un cetățean vietnamez.
Alegerile din Vietnam sunt decise de un vot cu majoritate absolută. Populația țării determină numărul exact de unități electorale și numărul deputaților care sunt aleși. Numărul deputaților aleși pentru o anumită unitate electorală nu trebuie să depășească trei.

### Ultimele alegeri
Parlamentul l-a confirmat pe Nguyen Minh Triet (n. 10.09.1942)  liderul Partidului Comunist în Ho Chi Minh City drept președinte în iunie 2006. El a fost ales de către Adunarea Națională din Vietnam, cu 464 voturi (94.12%).Are o bună reputație în lupta împotriva corupției și este văzut ca un reformator economic. Președinția din Vietnam este o poziție ceremonială și prim-ministru supraveghează funcționarea de zi cu zi a guvernului. 
Primul șef al statului, Tran Duc Luong, și-a semnat demisia împreună cu primul ministru și cu președintele National Assembly. Schimbarea puterii era așteptată.
Partidul Comunist deține puterea reală în Vietnam. În aprilie 2006 l-au reintegrat pe  Nong Duc Manh în postul de secretar general. Manh, care este văzut drept un modernizator, a îndemnat Vietnamul să accelereze reformele economice și să atace birocrația și corupția înrădăcinată. Spune ca vrea să ridice lumea din sărăcie și foame și să schimbe Vietnamul într-o țară dezvoltată și industrializată. Conducerea Partidului Comunist recomandă candidați pentru postul de președinte și prim-ministru.